# Prótese ocular

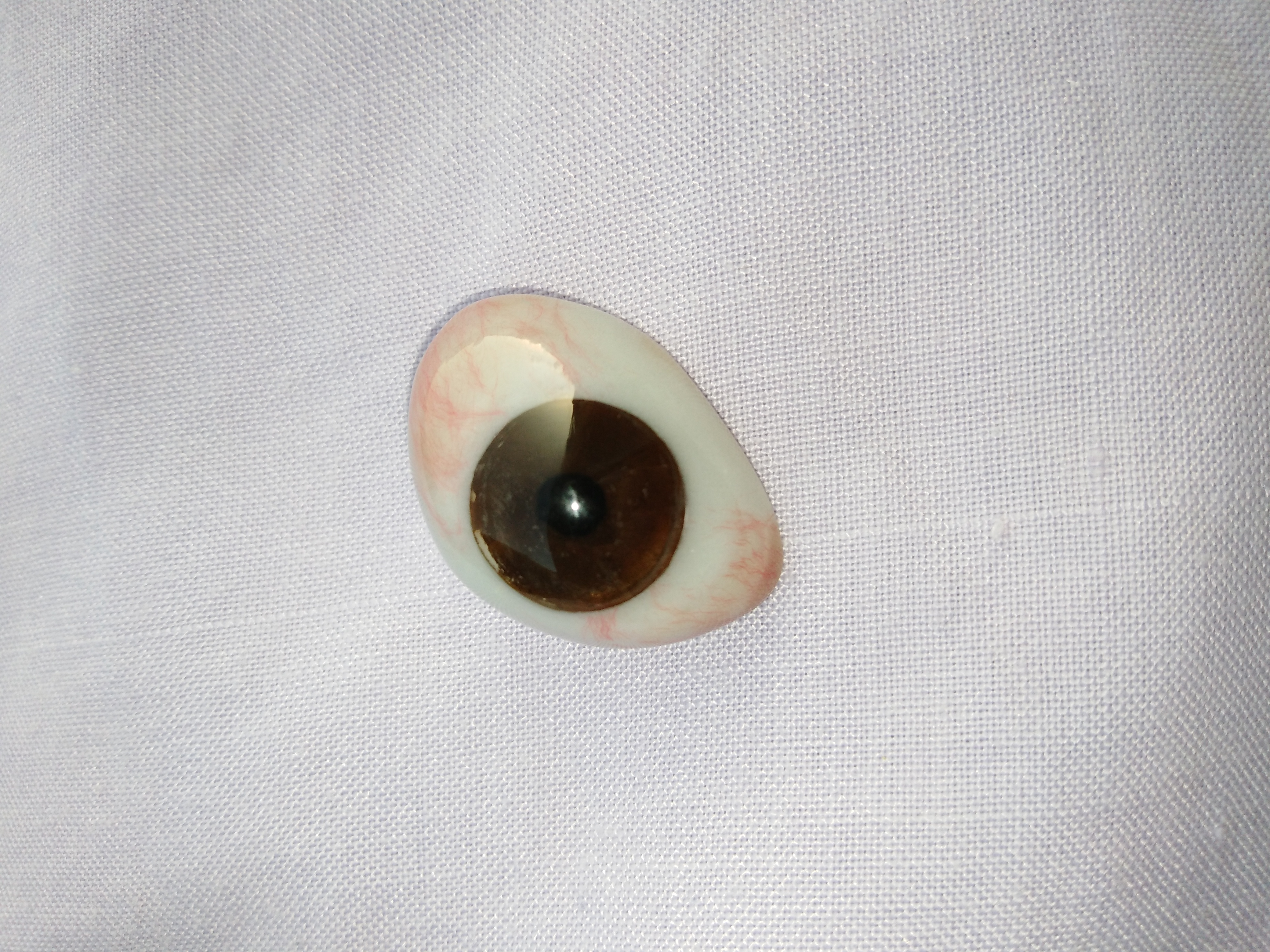
Prótese ocular humana de cor marrom.

Uma prótese ocular, olho artificial ou olho de vidro é um tipo de prótese craniofacial que substitui um olho natural ausente após uma enucleação, evisceração ou exenteração orbital. A prótese se encaixa sobre um implante orbitário e sob as pálpebras. Embora muitas vezes referido como um olho de vidro, a prótese ocular assume aproximadamente a forma de uma concha convexa e é feita de acrílico plástico de grau médico. Algumas próteses oculares hoje são feitas de vidro de criolita. Uma variante da prótese ocular é uma concha dura muito fina conhecida como concha escleral que pode ser usada sobre um olho danificado ou eviscerado. Os fabricantes de próteses oculares são conhecidos como ocularistas. Uma prótese ocular não fornece visão; isso seria uma prótese visual. Alguém com uma prótese ocular é totalmente cego do lado afetado e tem visão monocular (unilateral).

## História

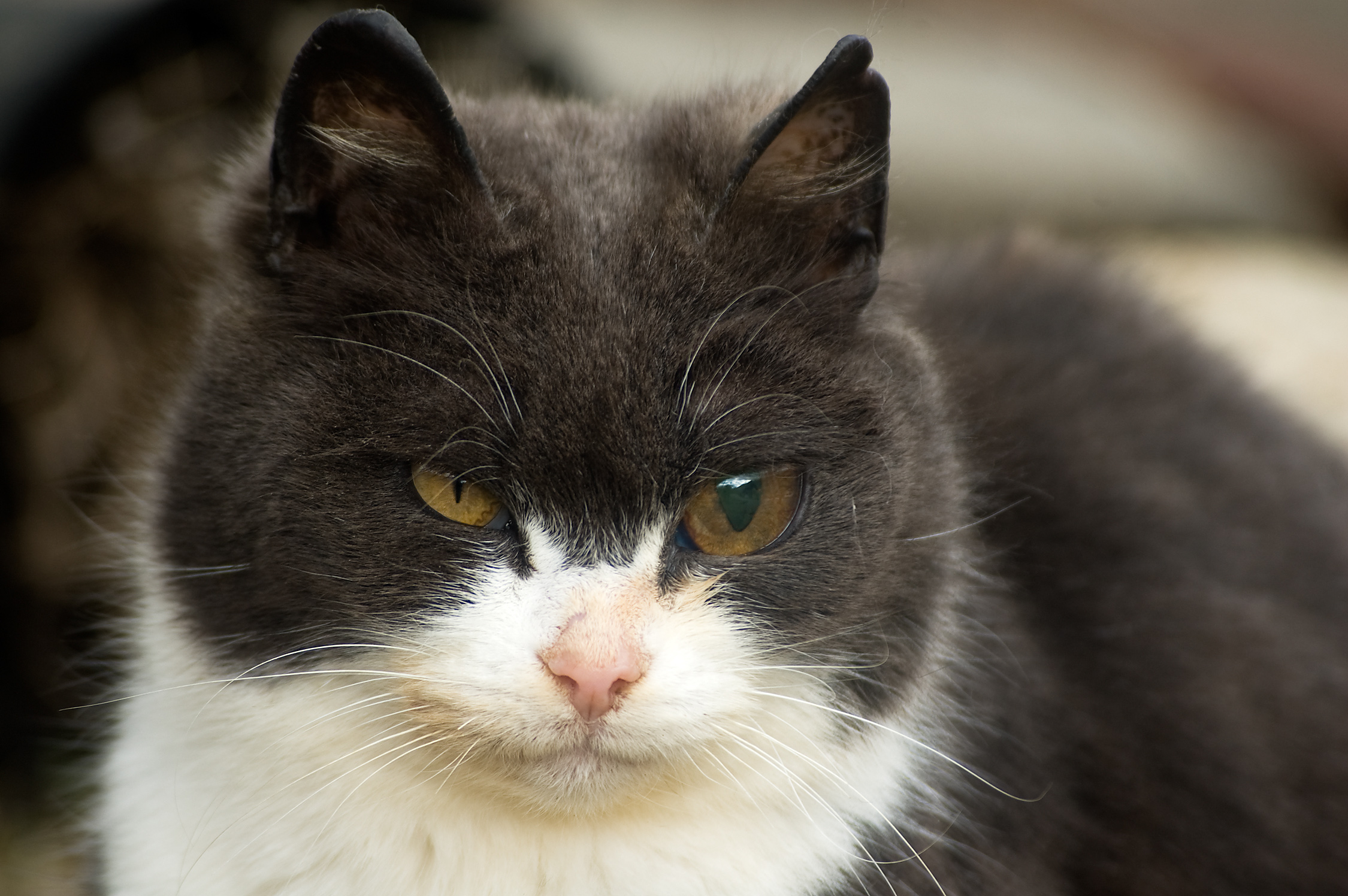
Gato com prótese ocular.

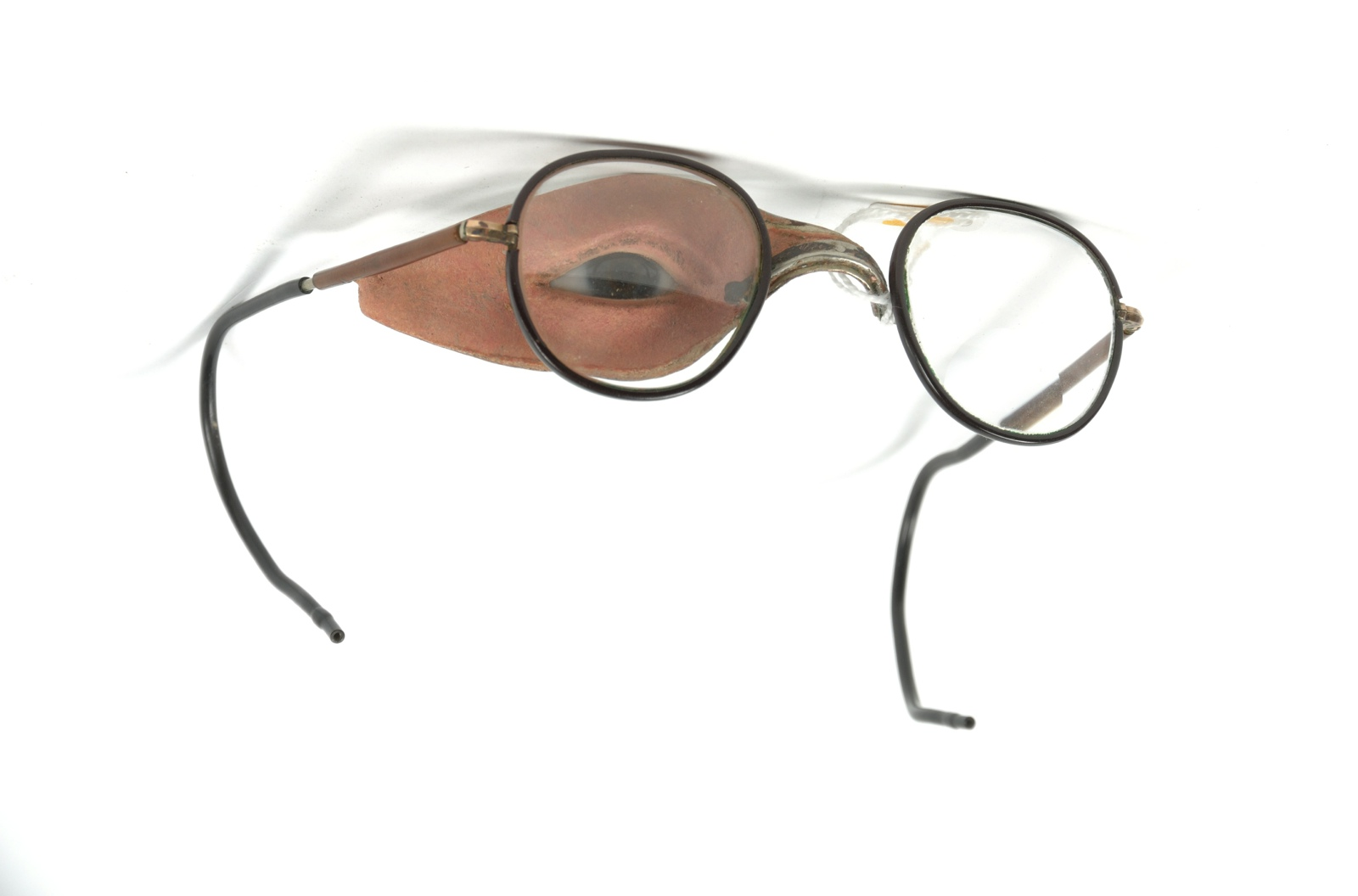
Olho protético e óculos feitos para um soldado ferido da Primeira Guerra Mundial pelo pioneiro cirurgião plástico Johannes Esser.

A evidência mais antiga conhecida do uso de prótese ocular é a de uma mulher encontrada em Shahr-I Sokhta, no Irã, datando de 2900-2800 a.C. Tem uma forma hemisférica e um diâmetro de pouco mais de 2,5 cm (1 polegada). Consiste em um material muito leve, provavelmente pasta betuminosa. A superfície do olho artificial é coberta por uma fina camada de ouro, gravada com um círculo central (representando a íris) e linhas douradas modeladas como raios solares. Em ambos os lados do olho são feitos pequenos orifícios, através dos quais um fio dourado poderia manter o globo ocular no lugar. Como a pesquisa microscópica mostrou que a cavidade ocular mostrava impressões claras do fio dourado, o globo ocular deve ter sido usado durante sua vida. Além disso, um antigo texto hebraico faz referência a uma mulher que usava um olho artificial feito de ouro. Sacerdotes romanos e egípcios são conhecidos por terem produzido olhos artificiais já no século V a.C., construídos com argila pintada presa a um pano e usados fora da órbita.
Os primeiros olhos artificiais embutidos foram feitos de ouro com esmalte colorido, evoluindo posteriormente para o uso de vidro (daí o nome "olho de vidro") pelos venezianos no final do século XVI. Estes eram toscos, desconfortáveis e frágeis e a metodologia de produção permaneceu conhecida apenas pelos venezianos até o final do século XVIII, quando os parisienses assumiram o centro da fabricação de olhos artificiais. Mas o centro mudou novamente, desta vez para a Alemanha por causa de suas técnicas superiores de sopro de vidro. Logo após a introdução da arte de fazer olhos de vidro nos Estados Unidos, os produtos alemães ficaram indisponíveis por causa da Segunda Guerra Mundial. Como resultado, os EUA fizeram olhos artificiais de plástico acrílico.
A produção de próteses oculares modernas expandiu-se do simples uso de vidro para muitos tipos diferentes de materiais. Nos Estados Unidos, a maioria das próteses oculares personalizadas são fabricadas usando PMMA (polimetilmetacrilato) ou acrílico. Em alguns países, especialmente na Alemanha, as próteses ainda são mais comumente feitas de vidro.

### Limites do realismo
Os cirurgiões ocularistas sempre trabalharam juntos para tornar os olhos artificiais mais realistas. Durante décadas, todos os esforços e investimentos para melhorar a aparência dos olhos artificiais foram amortecidos pela imobilidade da pupila. Uma solução para este problema foi demonstrada recentemente em um dispositivo baseado em um LCD que simula o tamanho da pupila em função da luz ambiente.

## Tipos de implantes e construção química

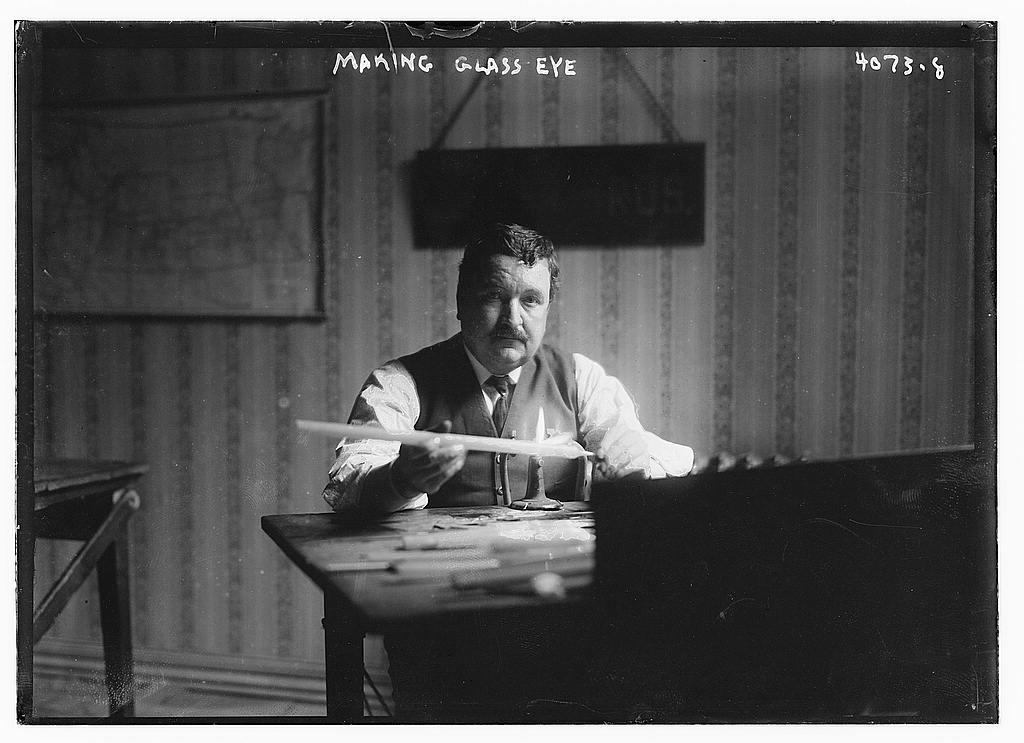
"Fazendo olho de vidro", c. 1915–1920.

Existem muitos tipos diferentes de implantes, classificação variando de formato (esférico x ovo (oval)), estoque x personalizado, poroso x não poroso, composição química específica e presença de pino ou poste de motilidade. A simplificação mais básica pode ser dividir os tipos de implantes em dois grupos principais: não integrados (não porosos) e integrados (porosos).

### Implantes não integrados
Embora haja evidências de que os implantes oculares existem há milhares de anos, os implantes intraconais esféricos não integrados modernos surgiram por volta de 1976 (não apenas olhos de vidro). Os implantes não integrados não contêm nenhum aparato exclusivo para fixação aos músculos extraoculares e não permitem o crescimento de tecido orgânico em sua substância inorgânica. Esses implantes não têm ligação direta à prótese ocular. Normalmente, esses implantes são cobertos com um material que permite a fixação dos músculos retos extraoculares, como esclera doadora ou gaze de poliéster, que melhora a motilidade do implante, mas não permite o acoplamento mecânico direto entre o implante e o olho artificial. Os implantes não integrados incluem as esferas de acrílico (PMMA), vidro e silicone.

#### Polimetilmetacrilato (PMMA) (acrílico)
O polimetilmetacrilato (PMMA), comumente conhecido como acrílico, é um termoplástico transparente disponível para uso como prótese ocular, substituição de lentes intraoculares quando a lente original foi removida no tratamento de catarata e historicamente tem sido usado como lentes de contato rígidas.
O PMMA tem um bom grau de compatibilidade com o tecido humano, muito mais do que o vidro. Embora vários materiais tenham sido usados para fazer implantes não integrados no passado, o polimetilmetacrilato é um dos implantes favoritos.

### Implantes integrados (porosos)

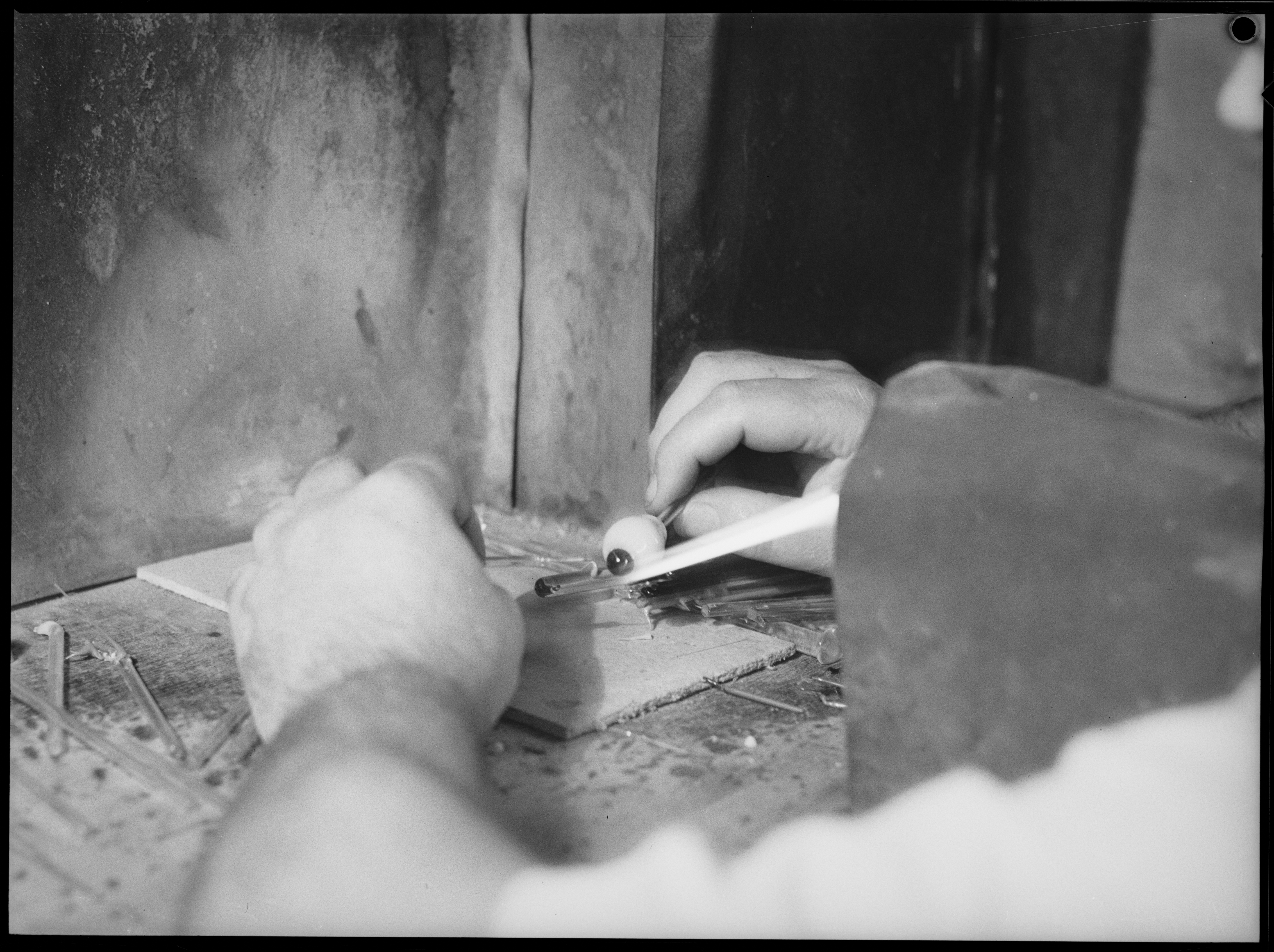
Olho de vidro artificial sendo moldado sob calor, 1938.

A natureza porosa dos implantes integrados permite o crescimento fibrovascular em todo o implante e, portanto, também a inserção de pinos ou postes. Como se acredita que o acoplamento mecânico direto melhora a motilidade do olho artificial, foram feitas tentativas para desenvolver os chamados "implantes integrados" que são conectados diretamente ao olho artificial. Historicamente, os implantes que foram fixados diretamente à prótese não tiveram sucesso devido à inflamação crônica ou infecção decorrente do material de implante não poroso exposto. Isso levou ao desenvolvimento de implantes quase integrados com uma superfície anterior especialmente projetada que supostamente transferia melhor a motilidade do implante para o olho artificial através da conjuntiva fechada e da cápsula de Tenon. Em 1985, os problemas associados aos implantes integrados foram resolvidos em grande parte com a introdução de implantes esféricos feitos de hidroxiapatita de cálcio porosa. Este material permite o crescimento fibrovascular dentro de vários meses. Implantes de enucleação porosa atualmente são fabricados a partir de uma variedade de materiais, incluindo hidroxiapatita natural e sintética, óxido de alumínio e polietileno.
O cirurgião pode alterar o contorno dos implantes porosos antes da inserção, e também é possível modificar o contorno in situ, embora isso às vezes seja difícil.

#### Hidroxiapatita (HA)
Os implantes de hidroxiapatita são esféricos e feitos em vários tamanhos e materiais diferentes (coralino/sintético).
Desde a sua introdução em 1989, quando um implante feito de hidroxiapatita recebeu a aprovação da Food and Drug Administration, os implantes esféricos de hidroxiapatita ganharam ampla popularidade como implante de enucleação e foram, em dado momento, o implante orbital mais comumente usado nos Estados Unidos. A natureza porosa deste material permite o crescimento fibrovascular em todo o implante e permite a inserção de um dispositivo de acoplamento (cavilha) com risco reduzido de inflamação ou infecção associada a tipos anteriores de implantes integrados expostos.
A hidroxiapatita é limitada a esferas pré-formadas (estoque) (para enucleação) ou grânulos (para formação sobre defeitos).
Uma das principais desvantagens do HA é que ele precisa ser coberto com material exógeno, como esclera, tereftalato de polietileno ou malha de vicryl (que tem a desvantagem de criar uma interface de tecido de implante áspera que pode levar a dificuldades técnicas na implantação e subsequente erosão de tecido sobrejacente com o estágio final sendo a extrusão), pois a sutura direta não é possível para a fixação do músculo. A cobertura escleral traz consigo o risco de transmissão de infecção, inflamação e rejeição.
Um estudo de 2008 mostrou que o HA tem uma taxa de fibrovascularização mais rápida do que o MEDPOR, um implante de polietileno poroso de alta densidade fabricado a partir de polietileno linear de alta densidade.

#### Polietileno poroso (PP)
O desenvolvimento na química de polímeros permitiu a introdução de novos materiais biocompatíveis, como o polietileno poroso (PP), no campo da cirurgia de implante orbital. Implantes de enucleação de polietileno poroso têm sido usados desde pelo menos 1989. Está disponível em dezenas de formas esféricas e não esféricas pré-fabricadas e em diferentes tamanhos ou blocos lisos para personalização intraoperatória individualizada. O material é firme, porém maleável e permite a sutura direta dos músculos para implantar sem enrolar ou etapas extras. Além disso, a superfície lisa é menos abrasiva e irritante do que outros materiais usados para fins semelhantes. O polietileno também se torna vascularizado, permitindo a colocação de um pino de motilidade de titânio que une o implante à prótese da mesma forma que a cavilha é usada para implantes de hidroxiapatita.
O PP tem demonstrado bons resultados e, em 2004, foi o implante orbitário mais utilizado nos Estados Unidos. O polietileno poroso preenche vários critérios para um implante bem-sucedido, incluindo pouca propensão a migrar e restauração dos defeitos de forma anatômica; está prontamente disponível, é econômico e pode ser facilmente modificado ou adaptado para cada defeito. O implante de PP não precisa ser coberto e, portanto, evita alguns dos problemas associados aos implantes de hidroxiapatita.

#### Biocerâmica
As próteses biocerâmicas são feitas de óxido de alumínio (
Al2O3). O óxido de alumínio é um biomaterial cerâmico utilizado há mais de 35 anos nas áreas ortopédica e odontológica para uma variedade de aplicações protéticas devido ao seu baixo atrito, durabilidade, estabilidade e inércia. Os implantes oculares de óxido de alumínio podem ser obtidos em formas esféricas e não esféricas (formato oval) e em diferentes tamanhos para uso no alvéolo anoftálmico. Recebeu a aprovação da Food and Drug Administration dos EUA em abril de 2000 e foi aprovado pela Health and Welfare, do Canadá, em fevereiro de 2001.
O óxido de alumínio já demonstrou ser mais biocompatível do que o HA em estudos de cultura de células e foi sugerido como material de referência padrão quando estudos de biocompatibilidade são necessários para investigar novos produtos. A taxa de exposição previamente associada ao implante de biocerâmica (2%) foi menor do que a maioria dos relatos sobre o HA ou implante de polietileno poroso (0% a 50%).

#### Implante orbital cônico (COI) e implante orbital cônico multiuso (MCOI)
A esfera segura e eficaz (ainda popular e fácil de usar) foi suplementada com a pirâmide ou implante COI (Conical orbital implant / Implante orbital cônico). O COI possui elementos de desenho exclusivos que foram incorporados em uma forma cônica geral, incluindo uma superfície anterior plana, projeção superior e canais pré-formados para os músculos retos. As agulhas de sutura Vicryl 5-0 podem ser passadas com ligeira dificuldade diretamente através do implante para serem amarradas na superfície anterior. Além disso, este implante apresenta uma ranhura ligeiramente rebaixada para o reto superior e uma saliência para preencher o fórnice superior.
O modelo mais novo é o implante orbital cônico multifuncional (multipurpose conical orbital implant, MCOI), que foi projetado para resolver os problemas da órbita anoftálmica pós-operatória em risco de desenvolvimento de anormalidades do soquete, incluindo enoftalmia, retração da pálpebra superior, aprofundamento do sulco superior, inclinação para trás da pálpebra prótese e alongamento da pálpebra inferior após evisceração ou enucleação. Esses problemas geralmente são considerados secundários às deficiências de volume orbital, que também são abordadas pelos MCOI. A forma cônica do MCOI corresponde mais à forma anatômica da órbita do que um implante esférico. A porção anterior mais larga, combinada com a porção posterior mais estreita e longa, permite uma reposição mais completa e natural do volume orbital perdido. Esta forma reduz o risco de deformidade do sulco superior e coloca mais volume dentro do cone muscular. Os músculos podem ser colocados em qualquer local que o cirurgião desejar com esses implantes. Isso é vantajoso para casos de músculos danificados ou perdidos após trauma, e os músculos remanescentes são transpostos para melhorar a motilidade pós-operatória. Em antecipação à futura colocação do pino, há um 6 milímetros (0,24 pol) superfície achatada de diâmetro, o que elimina a necessidade de raspar uma superfície anterior plana antes da colocação do pino.
Ambos os implantes (COI e MCOI) são compostos de canais interconectados que permitem o crescimento do tecido conjuntivo hospedeiro. A vascularização completa do implante reduz o risco de infecção, extrusão e outras complicações associadas a implantes não integrados. E ambos os implantes produzem motilidade superior e estética pós-operatória.

#### Implantes de cavilha (poste de motilidade)
Em implantes de hidroxiapatita, um procedimento secundário pode inserir uma cavilha ou parafuso exteriorizado de cabeça arredondada no implante. A prótese é modificada para acomodar o pino, criando uma articulação esférica: após a conclusão do crescimento fibrovascular, um pequeno orifício pode ser perfurado na superfície anterior do implante. Após a conjuntivação deste orifício, pode-se encaixar nele um pino com topo arredondado que se encaixa em uma covinha correspondente na superfície posterior do olho artificial. Este pino transfere assim diretamente a motilidade do implante para o olho artificial. No entanto, a cavilha de motilidade é montado em apenas uma minoria de pacientes. Isso pode ser parcialmente o resultado de problemas associados com a colocação do pino, considerando que os implantes de hidroxiapatita produzem motilidade ocular artificial superior, mesmo sem o pino.
O polietileno também se torna vascularizado, permitindo a colocação de um pino de motilidade de titânio que une o implante à prótese da mesma forma que a cavilha é usada para implantes de hidroxiapatita.

## Movimento do implante

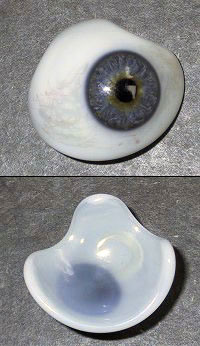
Faces externa e interna de uma prótese ocular.

O movimento do implante e da prótese são aspectos importantes da aparência cosmética geral após a enucleação e são essenciais para o objetivo ideal de criar um olho realista semelhante em todos os aspectos ao outro olho normal. Existem várias teorias de movimento ocular aprimorado, como o uso de material protético integrado, fixação do implante, cobertura do implante (por exemplo, com tecido escleral) ou sutura dos músculos oculares diretamente ao implante protético. A eficiência da transmissão do movimento do implante para a prótese determina o grau de motilidade protética. O movimento é transmitido de implantes esféricos não porosos tradicionais através da tensão superficial na interface conjuntival-protética e movimento dos fórnices. Os implantes quase integrados possuem superfícies de formato irregular que criam um mecanismo de acoplamento indireto entre o implante e a prótese que confere maior movimento à prótese. Espera-se que a integração direta do implante à prótese por meio de um mecanismo de acoplamento externalizado melhore ainda mais a motilidade.
Apesar do raciocínio afirmando que os implantes orbitais de hidroxiapatita sem um pino de motilidade produziriam uma motilidade ocular artificial superior, quando técnicas cirúrgicas semelhantes são usadas, implantes de enucleação porosos (hidroxiapatita) não fixados e implantes de enucleação esféricos não porosos (acrílicos) cobertos com esclera do doador produzem resultados comparáveis motilidade ocular artificial. Em dois estudos não houve diferenças na amplitude máxima entre implantes de enucleação esférica de hidroxiapatita e acrílico ou silicone, indicando assim que o próprio material do implante pode não influenciar o movimento do implante, desde que os músculos sejam anexado direta ou indiretamente ao implante e o implante não está preso. A motilidade de um olho artificial não integrado pode ser causada por pelo menos duas forças:
1. A força de atrito entre a superfície posterior do olho artificial e a conjuntiva que cobre o implante pode fazer com que o olho artificial se mova. Como essa força provavelmente é aproximadamente igual em todas as direções, ela causaria amplitudes oculares artificiais horizontais e verticais comparáveis.[carece de fontes?]
2. Um olho artificial geralmente se encaixa perfeitamente no espaço conjuntival (possivelmente não no fórnice superior). Portanto, qualquer movimento dos fórnices conjuntivais causará um movimento semelhante do olho artificial, enquanto a falta de movimento dos fórnices restringirá sua motilidade.[7]

Tradicionalmente, acreditava-se que a imbricação dos músculos retos sobre um implante não integrado conferia movimento ao implante e à prótese. Como uma articulação esférica, quando o implante se move, a prótese se move. No entanto, como a chamada bola e encaixe são separados por camadas da cápsula de Tenon, músculos imbricados e conjuntiva, a eficiência mecânica da transmissão do movimento do implante para a prótese é subótima. Além disso, a preocupação é que a imbricação dos retos sobre implantes não integrados pode resultar na migração do implante. A recente técnica mioconjutival de enucleação é uma alternativa à imbricação muscular.
Embora seja geralmente aceito que a integração da prótese a um implante poroso com inserção da cavilha melhora o movimento protético, há pouca evidência disponível na literatura que documente o grau de melhoria. E, embora tenha sido relatado que os implantes porosos oferecem melhor movimento do implante, eles são claramente mais caros e intrusivos, exigindo envolvimento e imagens subsequentes para determinar a vascularização e fixação para proporcionar uma melhor transmissão do movimento do implante para a prótese e também são propensos à exposição do implante.
A idade e o tamanho do implante também podem afetar a motilidade, pois em um estudo comparando pacientes com implantes de hidroxiapatita e pacientes com implantes não porosos, o movimento do implante pareceu diminuir com a idade em ambos os grupos. Este estudo também demonstrou um melhor movimento de implantes maiores, independentemente do material.

## Procedimento cirúrgico
Essencialmente, a cirurgia segue estas etapas:
- Anestesia.
- Peritomia conjuntival.
- Separação da fáscia de Tenon anterior da esclera.
- Passe as suturas pelos músculos retos.
- Músculos retos desinserido do globo.
- Girar e elevar o globo.
- Abra a cápsula de Tenon para visualizar o nervo óptico.
- Cauterizar os vasos sanguíneos necessários.
- Divida o nervo.
- Remova o olho.
- A hemostasia é obtida com cauterização ou pressão digital.
- Insira o implante orbital.
- Se necessário (hidroxiapatita) cobrir o implante com material de embalagem antes.
- Prenda o músculo (se possível) diretamente (PP) ou indiretamente (HA) ao implante.
- Crie fenestrações no material de embrulho, se necessário.
- Para implantes HA broca 1 orifícios de mm como local de inserção muscular.
- Desenhe a fáscia de Tenon sobre o implante.
- Feche a face de Tenon em uma ou duas camadas.
- Sutura conjuntiva.
- Insira o conformador ocular temporário até que a prótese seja recebida (4 a 8 semanas depois).
- Após a vascularização do implante, um procedimento secundário opcional pode ser feito para colocar um par de pinos ou poste.

Também sob anestesia:
- Criar incisão conjuntival no local de inserção do pino.
- Crie um orifício no implante para inserir pino ou poste.
- Modifique a prótese para receber pino/poste.

A cirurgia é feita sob anestesia geral com a adição de anestésicos extras subconjuntivais e/ou retrobulbares injetados localmente em alguns casos. A seguir, uma descrição do procedimento cirúrgico realizado por Custer et al.:
A peritomia conjuntival é realizada no limbo corneano, preservando o máximo de tecido saudável possível. A fáscia de Tenon anterior é separada da esclera. A dissecção romba nos quatro quadrantes entre os músculos retos separa profundamente a fáscia de Tenon.
As suturas podem ser passadas pelos músculos retos antes de sua desinserção do globo. Alguns cirurgiões também suturam um ou ambos os músculos oblíquos. Suturas de tração ou grampos podem ser aplicados às inserções do músculo reto horizontal para auxiliar na rotação e elevação do globo durante a dissecção que se segue. A cápsula de Tenon pode ser aberta posteriormente para permitir a visualização do nervo óptico. As veias do vórtice e os vasos ciliares posteriores podem ser cauterizados antes de dividir o nervo e remover o olho. Alternativamente, o nervo óptico pode ser localizado com uma pinça antes da transecção. A hemostasia é obtida com cauterização ou pressão digital.
O implante orbitário é inserido no momento da enucleação. Um implante de tamanho adequado deve repor o volume do globo e deixar espaço suficiente para a prótese ocular. Os implantes de enucleação estão disponíveis em uma variedade de tamanhos que podem ser determinados usando implantes de dimensionamento ou calculados medindo o volume do globo ou o comprimento axial do olho contralateral.
No passado, implantes esféricos não porosos eram colocados no espaço intraconal e os músculos extraoculares eram deixados soltos ou amarrados sobre o implante. O envolvimento desses implantes permite a fixação dos músculos ao material de cobertura, uma técnica que parece melhorar o movimento do implante e reduzir a incidência de migração do implante. Os implantes porosos podem ser saturados com solução antibiótica antes da inserção. Como a natureza frágil da hidroxiapatita impede a sutura direta dos músculos ao implante, esses implantes geralmente são cobertos com algum tipo de material de embalagem. Os músculos são presos ao implante em uma técnica semelhante à usada para implantes esféricos não porosos. Os músculos podem ser suturados diretamente a implantes de polietileno poroso passando a sutura através do material do implante ou usando um implante com túneis de sutura fabricados. Alguns cirurgiões também envolvem implantes de polietileno poroso para facilitar a fixação muscular ou para reduzir o risco de exposição do implante. Uma variedade de materiais de embalagem tem sido usada para cobrir implantes porosos, incluindo poliglactina ou malha de ácido poliglicólico, tecido heterólogo (pericárdio bovino), tecido doador homólogo (esclera, derme) e tecido autógeno (fáscia lata, fáscia temporal, músculo auricular posterior, bainha do reto abdominal).
Fenestrações no material de embalagem são criadas nos locais de inserção dos músculos extraoculares, permitindo que os músculos inseridos fiquem em contato com o implante e melhorando a vascularização do implante. Perfuração de orifícios de 1mm no implante nos locais de inserção do músculo para facilitar a vascularização dos implantes de hidroxiapatita. A fáscia de Tenon é desenhada sobre o implante e fechada em uma ou duas camadas. A conjuntiva é então suturada.
Um confôrmero ocular temporário é inserido no final do procedimento e é usado até que o paciente receba uma prótese em 4 a 8 semanas após a cirurgia.
Um procedimento secundário eletivo é necessário para colocar pino ou poste de acoplamento naqueles pacientes que desejam melhorar a motilidade protética. Esse procedimento geralmente é adiado por pelo menos 6 meses após a enucleação para permitir tempo para a vascularização do implante. Os exames de ressonância magnética com tecnécio ou com gadolínio não são usados universalmente, mas têm sido usados para confirmar a vascularização antes da inserção do pino. Sob anestesia local, uma incisão conjuntival é criada no local de inserção do pino. Um orifício é criado no implante poroso para permitir a inserção do pino ou poste. A prótese é então modificada para receber o pino ou poste. Alguns cirurgiões pré-colocaram pinos de acoplamento em implantes de polietileno poroso no momento da enucleação. O pino pode expor espontaneamente ou é exteriorizado em um procedimento posterior por meio de uma incisão conjuntival.

## Consequências dos procedimentos cirúrgicos
Independente do procedimento, sempre é necessário um tipo de prótese ocular posteriormente. O cirurgião irá inserir uma prótese temporária no final da cirurgia, conhecida como stock eye, e encaminhar o paciente a um ocularista, que não é médico, mas ocularista certificado pela American Society of Ocularists. O processo de confecção de uma prótese ocular, ou um olho personalizado, começará, geralmente seis semanas após o procedimento cirúrgico, e normalmente levará até três visitas antes do ajuste final da prótese. Na maioria dos casos, o paciente será ajustado durante a primeira visita, retornará para a pintura manual da prótese e, finalmente, retornará para o ajuste final. Os métodos usados para encaixar, moldar e pintar a prótese geralmente variam entre as necessidades do ocularista e do paciente.
Viver com uma prótese ocular requer cuidados, mas muitas vezes os pacientes que tiveram doenças oculares incuráveis, como microftalmia, anoftalmia ou retinoblastoma, conseguem uma melhor qualidade de vida com suas próteses. Os cuidados necessários para uma prótese ocular, além de polimentos regulares e check-ups com ocularistas, normalmente giram em torno da manutenção da umidade e limpeza da prótese.

## Pessoas notáveis com olhos protéticos
- Bhumibol Adulyadej – Rei da Tailândia; perdeu o olho em um acidente de carro em 1948. (olho direito)[26]
- Baz Bastien - Jogador canadense de hóquei no gelo, treinador. (olho direito)[27]
- Mokhtar Belmokhtar – Contrabandista, sequestrador, traficante de armas e terrorista argelino; perdeu o olho devido ao manuseio incorreto de explosivos. (olho esquerdo)[28]
- Sammy Davis Jr. – Cantor americano. (olho esquerdo)[29]
- Peter Falk – Ator americano. (olho direito)[30]
- Tex Avery – Influente diretor de animação americano. (olho esquerdo)[31]
- Ry Cooder – Músico famoso mais conhecido por seu trabalho de slide guitar. (olho esquerdo)[32]
- Nick Griffin – Líder do BNP. (olho esquerdo)[33]
- Leo McKern – Ator. (olho esquerdo)[34]
- Carl Ouellet - Lutador profissional canadense. (olho direito)[35]
- Claus Schenk Graf von Stauffenberg - Oficial de carreira do exército alemão e que tentou assassinar Hitler. (olho esquerdo)[36]
- Robert Thurman – Escritor. (olho esquerdo)[37]
- Mo Udall – Político. (olho direito)[38]